# 沃尔特·皮金
沃尔特·皮金（英語：Walter Pidgeon，1897年9月23日—1984年9月25日）是一名出生于加拿大的演员。他曾经两次被提名为奥斯卡最佳男主角并且在好莱坞星光大道拥有一颗属于自己的星形徽章。

## 生平
他是漢娜（Hannah Sanborn）與卡勒伯（Caleb Burpee Pidgeon）所生二子中之次子。13岁那年沃尔特·皮金以歌手的身份在舞台上一展歌喉。17岁的时候他进入新不伦瑞克大学开始学习法律和戏剧，这段时间他最大的愿望是驾船在海上航行，然而第二年他被加拿大军队征召。还没等他走上战场他就因为一次事故而受伤，结果不得不在医院里面待了17个月。等到第一次世界大战结束后，沃尔特·皮金来到了美国的波士顿并且在那里找到了一个股票经纪人的工作，利用自己赚来的钱他进入波士顿音乐学院学习。在那里他遇到了自己的第一任妻子Muriel，夫妻二人的愿望都是成为歌手。这段时间他们的生活很艰苦，因为两人只有一份薪水。不过后来Muriel找了一封销售员的夜间工作缓解了他们的财政状况。几年后他开始出现在百老汇的舞台上，据他自己回忆，他的一场演出拿到了100美元的报酬而他妻子也有20美元的报酬。
1925年，他开始在电影中上镜，不过那时的电影基本还是无声片，没有供他一展歌喉的机会。等到有声电影被开发出来之后他出现在了多部音乐片之中，1937年他和米高梅公司签约成为了米高梅的一名合同制演员。不过在米高梅的时候，他最初所扮演的都是一些配角。他的第一个商业成功出线在电影《翡翠谷》里，这部电影获得了1940年的奥斯卡最佳影片奖。他在1942年（憑《忠勇之家》）与1944年（憑《居禮夫人》）两次被提名为奥斯卡最佳男主角，不过都没能获奖。1951年到1957年之间他担当了美国演员工会的主席，70年代他从影视业退休后他遭受了多次中风，最终在87岁生日后仅仅两天时去世。